# GECT Bánát Triplex Confinium
Le GECT Bánát Triplex Confinium est un groupement européen de coopération territoriale créé le 5 janvier 2011.

## Sources

## Compléments